# María del Pilar Montero López
María del Pilar Montero López es Bióloga e Investigadora española, especializada en el ciclo vital humano

## Biografía
Es licenciada en Biología por la Universidad Autónoma de Madrid (UAM), se doctoró en Ciencias Biológicas en 1989. Además es Profesora Contratada Doctora de la Comisión Docente de antropología Física (Departamento de Biología de la UAM), vocal de AEEH y Secretaría Académica del Instituto Universitario de Estudios de la Mujer (IUEM). Sus investigaciones tratan del ciclo vital humano (envejecimiento, crecimiento y desarrollo).

## Libros
- Género y Envejecimiento. Pilar Folguera; Virginia Maquieira; María Jesús Matilla; Pilar Montero; María Jesús Vara (eds.) (2013). Colección del IUEM de la Universidad Autónoma de Madrid, no31. Ediciones de la Universidad Autónoma de Madrid. ISBN 978-84-8344-348-4
- Determinantes biológicos, psicológicos y sociales de la maternidad en el siglo XXI: mitos y realidades. Bernis C., López R., Montero P., (eds.) (2009). Colección de Estudios. Ediciones de la Universidad Autónoma de Madrid. ISBN 978-84-8344-131-2. pp 472.[3]

## Artículos
- Educational inequalities and frailty in Spain: What is the role of obesity? The Journal of Frailty & Aging, 3(2):120-125.Rodríguez S, Montero P, Carmenate M. (2014).
- Functional decline over two years in older Spanish adults: Evidence from the Survey of Health, Ageing and Retirement in Europe. Geriatrics & Gerontology International, 14(2):403-412.Rodríguez S, Montero P, Carmenate M, Avendano M. (2014).
- Influence of migration on nutritional status and dietary behavior in adolescents of Moroccan origin living in Madrid[4] (Spain). Nutrición Clínica y Dietética Hospitalaria. 32(supl.2):48-54.
- Women’s weight self-perception and perception of their children’s weight. Revista de la Sociedad Española de Antropología Física. 33:20-29. Mora AI, Lopez-Ejeda N, Anzid K, Montero P, Marrodan MD, Cherkaoui M (2012).Montero P, Bisi Molina MC, Perim de Faria C, Valadão Cade N, Rodríguez S. (2012).